# Roy Evans
Roy Quintin Echlin Evans (ur. 4 października 1948 w Bootle) – angielski piłkarz, obecnie trener piłkarski.

## Kariera
W wieku 25 lat został asystentem Boba Paisleya, który na stanowisku trenera pierwszego zespołu zastąpił odchodzącego na emeryturę Billa Shankly’ego. Gdy Paisley w 1983 zrezygnował z pracy, szkoleniowcem Liverpoolu stał się Joe Fagan. Po dwóch latach podał się do dymisji, zaś na jego następcę wybrano byłego napastnika klubu, Kenny’ego Dalglisha. Szkot w 1991 zrezygnował z pełnionej funkcji, a kolejnym trenerem, którego asystentem był Evans, został Graeme Souness, również były gracz Liverpoolu.

### Menedżer Liverpoolu
28 stycznia 1994 z powodu złych wyników i konfliktu z kibicami, zwolniono Sounessa, a na jego następcę wybrano Evansa.
Anglik sprowadził do zespołu obrońców, Johna Scalesa i Philla Babba oraz napastnika Marka Kennedy’ego. Do pierwszej drużyny wprowadził również młodych zawodników, takich jak Steve McManaman, Jamie Redknapp i Robbie Fowler. Młodzież razem ze starszymi graczami, Johnem Barnesem, Markiem Wrightem i Ianem Rushem osiągała sukcesy, jakimi były zwycięstwo w Pucharze Ligi Angielskiej oraz zajęcie czwartego miejsca w lidze.
W lecie 1995, Evans sprowadzając napastnika Stana Collymore'a za 8 milionów funtów pobił brytyjski rekord transferowy. Eksperci typowali Liverpool na zwycięzcę Premier League, w czym pomóc miało zatrudnienie przez obrońców tytułu, Blackburn Rovers niedoświadczonego menedżera, Raya Haraforda oraz sprzedanie kluczowych graczy przez innego rywala, Manchester United. Po pierwszych meczach sezonu, Liverpool stał się poważnym kandydatem do mistrzostwa, jednak końcowa walka o tytuł odbyła się głównie pomiędzy Manchesterem i Newcastle, którą ostatecznie zwyciężyły Czerwone Diabły. Liverpool zajął trzecie miejsce, zdobywając 71 punktów. Drużyna doszła do finału Pucharu Anglii, lecz bramka Erica Cantony przesądziła o wygranej 1:0 Manchesteru.
Przed kolejnym sezonem, Evans sprowadził do klubu czeskiego pomocnika, Patrika Bergera, jednak wśród kibiców największe emocje wzbudził 17-letni, obiecujący napastnik, Michael Owen, który dobrze prezentował się w kilku wcześniejszych meczach Liverpoolu. W pierwszej części sezonu zespół obejmował prowadzenie w lidze, jednak rozgrywki zakończył ostatecznie na czwartym miejscu, tracąc siedem punktów do triumfatora, Manchesteru. W rozgrywkach o Puchar Zdobywców Pucharów drużyna odpadła w półfinale z Paris Saint-Germain.
Mimo odejścia Stana Collymore'a, Evans nie zdecydował się wprowadzić Owena do pierwszego zespołu, lecz zakupił Karl-Heinza Riedle'a. Liverpool ponownie był jednym z faworytów do mistrzostwa, jednak kontuzja najlepszego napastnika, Robbiego Fowlera negatywnie wpłynęła na postawę zespołu. Ostatecznie Evans zaczął wystawiać Owena w podstawowej jedenastce, dzięki czemu młodzian wystąpił w 36 meczach i zdobył 18 bramek. Liverpool zajął w lidze 3. pozycję, kwalifikując się tym samym do Pucharu UEFA.
W sezonie 1998–1999 Evans zaczął wspólną pracę trenerską z Gérardem Houllierem. Współpraca nie przynosiła jednak sukcesów, w związku z czym w listopadzie Anglik podał się do dymisji.

### Dalsza praca
Evans, po roku przerwy, postanowił wrócić do futbolu. W marcu 2000 został trenerem Fulham. W czerwcu 2001 stał się doradcą menedżera, byłego piłkarza Liverpoolu, Neila Ruddocka w Swindon Town. Trzy lata później, gdy dawny napastnik Liverpoolu, John Toshack, objął posadę selekcjonera reprezentacji Walii, Evans zgodził się zostać jego asystentem. W lutym 2007 zaakceptował ofertę Wrexham, stając się pomocnikiem trenera Briana Careya.
W 2005 został odznaczony Komandorią Orderu Imperium Brytyjskiego (CBE). Rok wcześniej wydał autobiografię "Ghost On The Wall".

## Osiągnięcia
Liverpool FC
- Zwycięstwo
  - 1994-95 Puchar Ligi Angielskiej

- Drugie miejsce
  - 1995–1996 Puchar Anglii